# Andreas Seyfarth
Andreas Seyfarth is een spelontwerper van designer games.
Hij is de ontwerper van de topper Puerto Rico die onder andere de Deutsche Spiele Preis 2002, International Gamers Awards 2003 en de Nederlandse Spellenprijs 2003 won. In 2006 won hij met het spel Thurn Und Taxis de prijs Spiel des Jahres.

## Ludografie
- Manhattan (1994)
- Puerto Rico (2002)
- San Juan (Puerto Rico kaartspel) (2004)
- Thurn und Taxis (2006)
- Giganten der Lüfte (2007)